# Femme assise, le dos tourné vers la fenêtre ouverte
Femme assise, le dos tourné vers la fenêtre ouverte est un tableau réalisé par le peintre français Henri Matisse vers 1922 à Nice, dans les Alpes-Maritimes. Cette huile sur toile représente une femme assise dans un fauteuil à côté d'une grande fenêtre donnant sur la baie des Anges. Achetée en 1949, l'œuvre est conservée au Musée des beaux-arts de Montréal, à Montréal, au Canada.